# Histoire des Rohingya

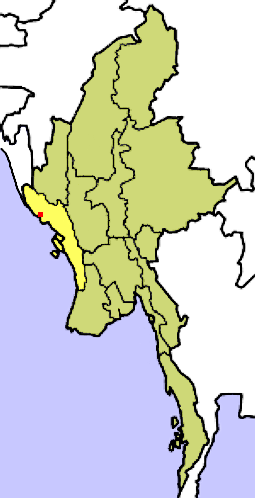
En jaune, l’État d'Arakan, montrant sa situation par rapport au reste de la Birmanie, avec le Bangladesh à sa frontière nord-ouest, et l'Inde plus au Nord.

Les Rohingyas sont un peuple indo-aryen, comme l'atteste leur langue. Leur présence en Arakan est, selon certaines sources, au moins antérieure au VIIIe siècle après Jésus-Christ. Ils auraient été, au cours des siècles, mêlés aux peuples arabes, mongols, turcs, bengalis, voire portugais et se sont convertis à l'Islam tardivement, au XVe siècle, alors qu'à l'époque la région était un État vassal du Bengale.
Des colonies musulmanes existent en Arakan depuis la venue des Arabes au VIIIe siècle. Il est possible que des descendants directs des colons arabes auraient vécu au centre de l'Arakan près de Mrauk U et de Kyauktaw, plutôt que dans la zone frontière Mayu (près de la division Chittagong au Bangladesh), région où vit la majorité des Rohingya,.
De 1824 à 1826, lors de la première guerre entre l’empire britannique et la Birmanie, les Rohingyas sont supplétifs dans l’armée britannique et considérés comme des traîtres par les indépendantistes birmans. Après la Seconde Guerre mondiale, ils soutiennent de nouveau les Anglais face aux Birmans, qui ne leur pardonneront jamais. En 1948, la Birmanie retrouve son indépendance et les Rohingyas sont alors rejetés et persécutés.
L'exode massif des Rohingyas vers le plateau de l'Arakan, à la fin du XIXe siècle est, en grande partie, liée à la politique d'immigration encouragée par l'administration coloniale durant la période du Raj britannique, ceci afin de les inciter à travailler comme main d'œuvre dans les exploitations agricoles. Au fil des générations, les Rohingyas ont perdu leur caractère bengali, leur langue se différenciant nettement du bengali parlé au Bangladesh.
Cet état n'est rattaché à la Birmanie qu'en 1948.
Les Rohingya vivent dans l'État actuel d'Arakan (dont ils forment environ la moitié de la population), séparés de la Birmanie proprement dite par l'Arakan Yoma.

## Origines des persécutions contre les Rohingya
Les Rohingyas habitant dans l'actuel État d'Arakan, rattaché à la Birmanie en 1784, sont aujourd'hui considérés par l'ONU comme « une des minorités les plus persécutées du monde. »,
Les Rohingyas furent victimes d'attaques venues soit de la Birmanie voisine, soit des Portugais, avec notamment l'attaque de 30 000 soldats birmans en 1785, qui emmenèrent alors 20 000 personnes comme esclaves. Par la suite, la monarchie birmane encouragea ces raids pour briser tout esprit de résistance chez cette population étrangère, capturant et brûlant vifs des centaines de personnes rassemblées dans des enclos de bambous.

## Persécutions auxXXeetXXIesiècles

### Occupation britannique et Seconde Guerre mondiale
Ceci explique la satisfaction avec laquelle les Rohingyas accueillirent l'occupation britannique en 1825.
De fait, ils bénéficièrent, pendant cette occupation, d'une certaine liberté culturelle (et même politique) qui les amena à pousser à l'indépendance dans les années 1930 ainsi qu'à rester fidèles aux Britanniques pendant toute la Seconde Guerre mondiale ; toutefois, cette fidélité se traduisit par des persécutions particulièrement violentes de la part des Japonais et des Birmans, qui massacrèrent les Rohingya par milliers — le chiffre de 100 000 morts en 1942 a été avancé, —, torturant, violant, tuant et provoquant la fuite vers l'Inde de 22 000 habitants.

### Après la Seconde Guerre mondiale
En 1945, le gouvernement britannique mit en place une administration autonome pour l'Arakan ; celle-ci ne dura cependant que jusqu'en 1948, année durant laquelle le pays fut annexé à la Birmanie.
On estime que les Rohingyas sont aujourd’hui environ 800 000  dans l’État d'Arakan ; ils sont essentiellement regroupés près de la frontière du Bangladesh.
Ils ont en effet fui massivement vers le Bangladesh, en 1978 tout d'abord, puis en 1991-1992 pour échapper à la junte birmane, ce qui a ainsi amené plusieurs centaines de milliers d'entre eux à rester confinés dans des camps de réfugiés, dans une misère profonde.
Le premier grand exode a eu lieu en 1978 ; on estime que 200 000 Rohingyas ont alors fui le pays pour échapper aux persécutions birmanes lancées à l'occasion d'un pré-recensement visant à déterminer la nationalité des habitants.
En 1982, la Birmanie déclare les Rohingyas comme des non-citoyens, car ils n'auraient pas pu prouver leur présence Birmane avant 1799 (or la Birmanie a annexé l'Arakan en 1948).
Le second exode de 1991-1992 a touché, lui, 260 000 personnes, et a été déclenché par l'enrôlement dans des travaux forcés, lié à la très forte présence militaire dans la région. Dans les deux cas, la question centrale est liée au fait que le gouvernement birman considère que les Rohingyas sont en grande partie des immigrants clandestins et leur refuse toute citoyenneté, alors qu'eux-mêmes s'appuient sur le fait que leur présence dans la région remonte à avant même qu'elle n'ait été rattachée à la Birmanie,.

### Affrontements de juin, juillet et octobre 2012
Au début de juin 2012, des violences inter-ethniques éclatent entre les communautés musulmane (les Rohingyas) et bouddhiste de l'État d'Arakan ; elles se traduisent par la destruction de milliers de maisons des deux communautés, et par la mort d'une cinquantaine de personnes, voire de 80, et entraînant le déracinement de 90 000 autres. Beaucoup ont tenté de gagner par la mer le Bangladesh d'où ils ont été repoussés par les garde-frontières. Ce pays accueille déjà 300 000 Rohingyas. C'est le viol et le meurtre d'une jeune bouddhiste, le 28 mai 2012, qui est à l'origine des affrontements : le crime est en effet attribué aux Rohingyas, entrainant la condamnation à mort de deux d'entre eux le 19 juin, et le suicide d'un troisième.
Le discours d'Aung San Suu Kyi du 16 juin 2012, lors de acceptation de son prix Nobel de la paix décerné en 1991, a mentionné les hostilités qui se poursuivaient en Birmanie, tant au nord qu'à l'ouest, dans l'État d'Arakan ; cette référence avait donné aux Rohingyas un certain espoir de la voir s'efforcer d'obtenir une certaine réconciliation nationale, voire de leur obtenir le statut de minorité ethnique qui leur est refusé. Toutefois, le président Thein Sein a déclaré en juillet « Il n'est pas possible d'accepter les Rohingyas entrés illégalement, qui ne sont pas de notre ethnicité », se déchargeant du problème sur le HCR à qui il demande de les accueillir dans des camps. En juillet, les violences inter-ethniques se sont poursuivies, les Rakhines bouddhistes, mais aussi les forces de sécurité se livrant à des exactions à l'égard des Rohingyas et des Rakhines musulmans.
Des moines ont manifesté à Mandalay en septembre pour soutenir le point de vue du président Thein Sein; pendant qu'un analyste politique écrivant habituellement pour Kachinland News, s'interroge le 19 septembre sur le site Mizzima du silence d’Aung San Suu Kyi.
De nouvelles violences ont éclaté fin octobre, dans la semaine du 21 au 27, faisant 84 morts, 129 blessés, 22 000 sans abri, réfugiés dans des camps de fortune après l'incendie de leur maison. Plus de deux cents personnes ont été tuées en 2012 et environ cent mille sont regroupées dans des camps aux alentours de Sittwe, la capitale de l'Arakan.

### Affrontements armés de 2016-2017
Début octobre 2016, devant la poursuite des persécutions à l'encontre des Rohingyas attribuées au pouvoir birman et à certains bouddhistes radicaux, accusés de brimer cette minorité musulmane depuis des décennies, certains membres de cette minorité décident de prendre les armes afin de protéger la communauté rohingya. Des milices armées voient le jour, la plus importante d'entre elles étant l'Armée du salut des Rohingya de l'Arakan (ARSA). En octobre 2016, ces milices attaquent des postes frontières, ce qui provoque de féroces représailles de la part de l'armée : viols, tortures et massacres. La situation réelle sur place reste difficile à évaluer, puisque la Birmanie interdit aux Nations unies et aux ONG l'accès du nord de l'Arakan, où 150 000 personnes dépendent de leurs distributions alimentaires. Elle n'a autorisé leur retour qu'à la fin d'octobre 2017.
En décembre 2016, l'Organisation internationale pour les migrations estime à environ 30 000 le nombre de Rohingya qui doivent fuir au Bangladesh, à la suite des violences en Birmanie, entre octobre et décembre 2016.
Le 25 août 2017, une vingtaine de postes frontières sont à nouveau attaqués par 150 rebelles : au moins 71 personnes sont tuées, dont une dizaine de policiers. Dans la semaine qui suit, les combats font plus de 400 morts, dont 370 rebelles, 13 militaires ou policiers et 14 civils selon l'armée birmane. Le projet Arakan, une organisation de défense des droits des Rohingyas, évoque pour sa part près de 130 morts, dont des femmes et des enfants. Selon l'ONU, en seulement une huitaine de jours, près de 90 000 personnes ont gagné le Bangladesh, où plus de 400 000 réfugiés rohingyas sont présents le 16 septembre; mais le pays ne veut pas en accueillir davantage et ferme sa frontière, bloquant ainsi 20 000 civils. L'organisation revoit d'ailleurs à la hausse le bilan fourni par les autorités birmanes, évoquant début septembre un bilan humain potentiellement supérieur à 1000 morts. La situation d'extrême insécurité qui règne dans les villages rohingyas de l'Arakan, mais aussi l'attitude hostile de l'administration birmane envers elles ont obligé plusieurs ONG, mais aussi le Programme alimentaire mondial à cesser leurs activités dans ces zones.
Fin octobre, la situation des Rohingyas demeurait toujours critique : alors que l'ONU estime que près de 603 000 réfugiés rohingyas ont fui au Bangladesh depuis le début des affrontements deux mois plus tôt, le pape François avance quant à lui le chiffre de 800 000 réfugiés. En tout près d'un million de rohingyas se trouveraient au Bangladesh, en comptant ceux déjà présents dans les camps de réfugiés avant les violences du mois d'août et qui fuyaient les persécutions anciennes dont cette minorité fait l'objet. Une situation que l'ambassadeur du Bangladesh à l'ONU décrit comme « intenable » pour son pays, qui envisage de stériliser les femmes rohingyas afin d'éviter une explosion démographique et qui cherche également, en concordance avec les autorités birmanes, à rapatrier une partie des réfugiés rohingyas dans l'État d'Arakan. Un retour périlleux pour les Rohingyas, qui ont vu le riz cultivé dans leurs champs abandonnés être récoltés par l’État birman, et qui pour la très large majorité d'entre eux ne possèdent aucun document officiel attestant qu'ils vivaient dans l'État d'Arakan avant le début des violences étant donné leur apatridie.
Le 6 septembre 2017, au cours d'un entretien téléphonique avec le président turc Recep Tayyip Erdoğan, Aung San Suu Kyi, dirigeante de facto du pays, a dénoncé la couverture médiatique internationale faite au sujet de la crise en Arakan, y voyant un parti pris en faveur des Rohingyas et présentant celle-ci comme un « iceberg de désinformation » orchestré par des « terroristes rohingyas », dans le but de diaboliser le régime birman.

## Couverture locale et internationale

### Couverture locale
La couverture médiatique locale du conflit Rohingyas s’inscrit dans un contexte de censure et de propagande nationaliste. Lorsque le Général Ne Win effectue son putsch militaire vers la fin des années 70, il met fin à la liberté de la presse. Dès lors, échanger des informations au sujet de la politique avec des médias étrangers est passible de prison, et le contenu des journaux se limite aux faits et gestes des militaires.
L’écrivaine Law-Yone explique qu’avant cela, « malgré le chaos, la corruption et une foule d’autres maux assaillants pour le gouvernement, la presse indépendante était toujours autorisée à s’épanouir ». À l’accession au pouvoir du président Thein Sein en 2011, les journalistes exilés reviennent au pays et des prisonniers politiques sont relâchés. Puisque la société birmane a longtemps été privée d’un accès habituel à des informations fiables, le retour soudain de quotidiens indépendants est très bien accueilli et la «renaissance du journal» est vue comme un nouveau pas vers la démocratie . Cependant, la liberté de la presse continue de faire l’objet de restrictions constantes. D’ailleurs cette année, deux jeunes journalistes birmans travaillant pour Reuters ont été arrêtés et placés un mois en détention sans inculpation et sans possibilité de voir leurs familles. Ils travaillaient sur un récit concernant l’assassinat d’une dizaine de Rohingyas et avaient reçu des documents confidentiels de la part d'agents de police. Conséquemment, un tribunal a jugé qu'ils violaient une loi sur les secrets officiels de l'époque coloniale et que leur enquête était une atteinte à l’État . Qui plus est, il est important de mentionner que ces zones de massacres sont normalement inaccessibles aux observateurs étrangers et birmans, mises à part les quelques tournées de diplomates et de la presse organisées par les services officiels de communication .
En outre, une étude de Gohdes (2017)  a démontré que les pays ayant un accès très inégal à Internet ont davantage de risques d’avoir des manifestations de violence que ceux ayant un accès égal ou élevé. Jusqu'en 2014, à cause de la censure, moins de 1% de la population en Birmanie y avait accès. Avec l'introduction de Facebook, le nombre d’utilisateurs par mois a grimpé en flèche pour atteindre environ 10 millions. Toutefois, comme le mentionne un article de Radio Canada datant de 2018, une majorité de cette population confond ce réseau social   avec Internet. Des rapports indiquent même que Facebook a été une plateforme qui a permis aux extrémistes anti Rohingyas de recueillir rapidement du soutien pour leurs idées islamophobes. Il a été transformé en outil de nettoyage ethnique. Effectivement, il continue d’être le puissant relais d’une propagande ciblée, d’articles de désinformation incitant au meurtre. Ces campagnes de fausses nouvelles et autres sont initiées par des autorités religieuses bouddhistes ou encore des militaires birmans.

### Couverture internationale
En opposition à cela, Brooten, Ashraf et Akinro (2015)  ont mené une étude sur la page  facebook officielle de la communauté Rohingyas. Au lancement de celle-ci en 2010, les publications étaient écrites en arabe mais à la suite des attaques de 2012, les événements ont acquis une visibilité internationale. Par conséquent, les administrateurs ont commencé à écrire en anglais. Ils utilisaient un langage émotif, des images très viscérales telles que des hommes battus aux visages ensanglantés et  des slogans comme « Sauver les Rohingya musulmans des enfers » ou encore « Sauver les Rohingyas de l’extinction. » 
La même étude montre aussi de quelle manière le New York Times a parlé de la situation durant la même période de temps. Au départ, parmi les 28 articles répertoriés aucun n’avait d’images de violence, les auteurs parlaient en grand détail de la situation des réfugiés. Des euphémismes tels que « virtuellement sans amis parmi les autres groupes ethniques du Myanmar » ont été employés. Par contre, lorsque les violences ont éclaté en juin 2012, le nombre de  références au statut de victime des Rohingya a augmenté ainsi que l’utilisation de descriptions plus crues pour raconter leur réalité.
Quant à la couverture de l’International Communication Gazette, elle a davantage traité des conséquences du conflit sur le développement économique, le commerce et la transition vers la démocratie.
De surcroît, les autorités civiles birmanes ont accusé les médias internationaux d’exagérer les faits. Aung San Suu Kyi (porte-parole de la présidence) elle-même a adopté cette position, évoquant un « iceberg de désinformation ».